# Gerard I van Culemborg
Gerard I van Culemborg ook wel Gerrit (ca. 1334 - overleden tussen 20 en 28 mei 1394) was heer van Culemborg, de Munsterse lenen Werth en Wertherbruch en van de Lek. Hij had ook zitting in de raad van hertog Reinoud III van Gelre.

## Levensloop
Hij was een zoon van Hubert II van Culemborg en Jutta (of Judith) van de Lek. Hij werd in 1340 genoemd als 'knape' en in 1371 kwam hij voor als 'ridder', had zitting in de raad van de hertog van Gelre. Hij erfde de goederen van zijn moeder, de landerijen van de Lek, te weten de ambachten Krimpen aan de Merwede (= aan de Lek), Krimpen aan den IJssel, Ouderkerk en Zuidbroek. Gerard werd in 1379 beleend met Schalkwijk, Everdingen en Hagestein, in 1390 kwam daar de 'Steenwaard' van Hondsdijk nog bij. Gerard nam waarschijnlijk deel aan het Beleg van Heusden (1358-1359), mogelijk vanwege tienden of grondbelangen in het gebied.
Hij volgde in 1377 zijn overleden broer Jan II van Culemborg op.
In 1394 overleed Gerard. Zijn oudste zoon volgde hem op als Hubert III. 

## Huwelijk & kinderen
Gerard huwde in 1371 met Beerta of Bertrada van Egmont, dochter van Jan I van Egmont. Ze kregen de volgende kinderen;
- Hubert III van Culemborg (ca.1377-1422), heer van Culemborg
- Jan III van Culemborg (ca.1380-1452), heer van Culemborg
- Zweder van Culemborg (13??-1433), bisschop van Utrecht
- Arent van Culemborg, deken in het kapittel van Sint-Jan te Utrecht
- Peter van Culemborg, jong overleden
- Mechtild van Culemborg (1382-1414), wordt als oudste dochter vermeld, huwde met Johan Sobbe van Overwelde
- Gerard van Culemborg (1381-1466), heer van Maurik en Geeresteyn, trouwt met Gijsberta van Zuylen van Nijevelt (1375-1438), dochter van Jacob en Elisabeth van Nijenrode.
- Jutta of Judith van Culemborg (13??-1428), huwde met de heer van Rijfferscheid.
- Berta van Culemborg[5]